# Protypotherium
Protypotherium is een geslacht van uitgestorven zoogdieren die voorkwamen in het Vroeg-Mioceen.

## Beschrijving
Deze dieren hadden de omvang van een konijn met een korte hals. De kop zag eruit als een rattenkop met een puntige snuit. Hierin bevond zich een gebit met 44 niet-gespecialiseerde elementen. Aan het achtereinde van het lichaam bevond zich een dikke staart. Het lichaam werd gedragen door vier lange, slanke poten, waarvan elke voet vier klauwen bevatte.

## Leefwijze
Het voedsel van dit dier bestond waarschijnlijk uit bladeren, die het bijeenscharrelde op de Argentijnse pampa's.

## Vondsten
Resten van dit dier werden gevonden in Argentinië, onder meer in de Sarmiento-formatie.